# لوبشتدت
لوبشتدت (به آلمانی: Lobstädt) یک منطقهٔ مسکونی در آلمان است که در Neukieritzsch واقع شده‌است. لوبشتدت  ۲٬۶۶۱ نفر جمعیت دارد.